# Retford
Retford este un oraș în comitatul Nottinghamshire, regiunea East Midlands, Anglia. Orașul se află în districtul Bassetlaw.